# Château Balfour
Le Château Balfour est un bâtiment historique situé au sud-ouest de Shapinsay, île de l'archipel des Orcades, au nord de l'Écosse. Un premier édifice remonte au moins au XVIIIe siècle, mais le château actuel a été construit en 1847 par le colonel David Balfour. Sa conception a été confiée à l'architecte d'Édimbourg, David Bryce,.

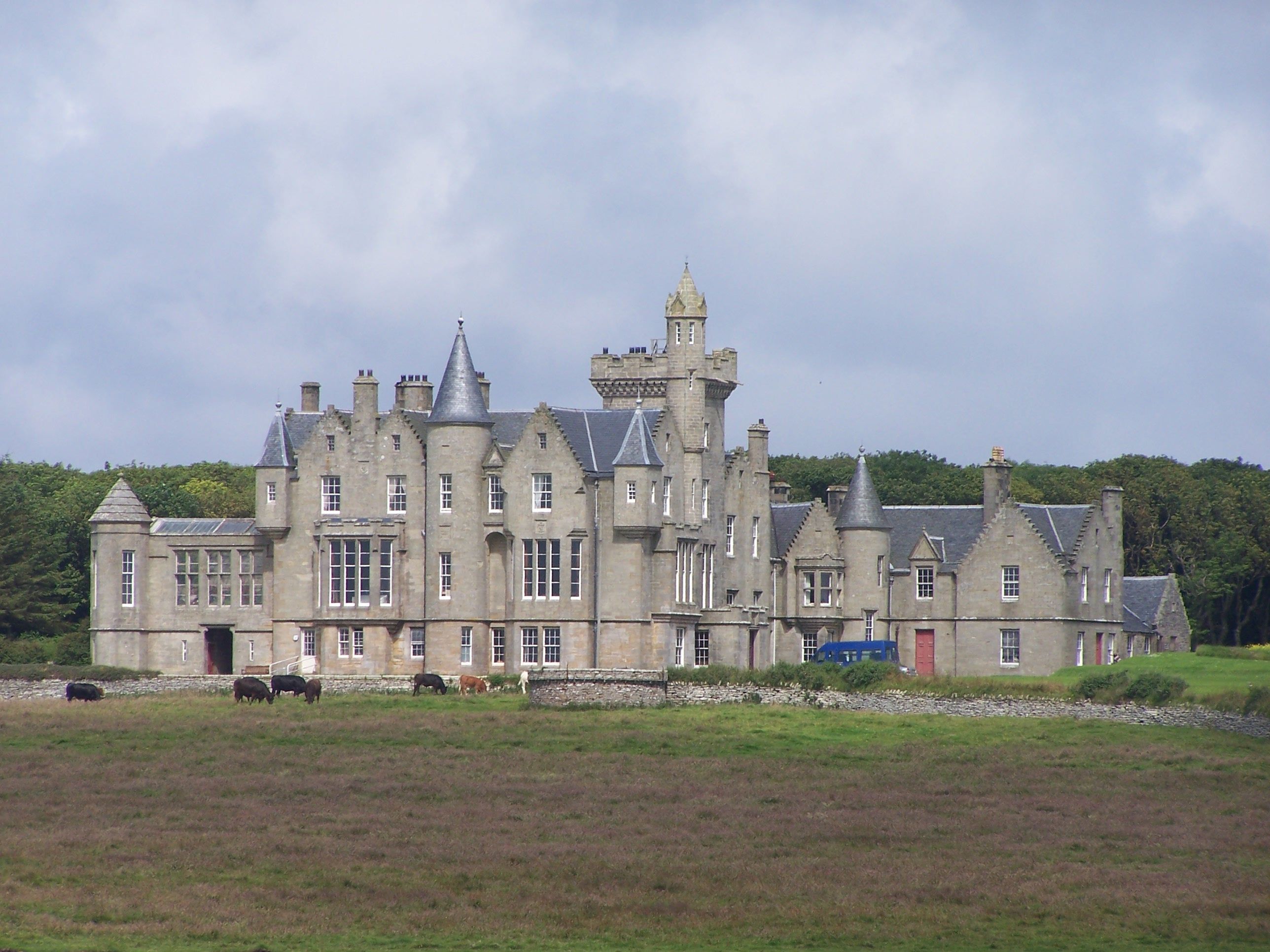

Il est utilisé aujourd'hui comme hôtel de luxe.